# Poems by Currer, Ellis, and Acton Bell

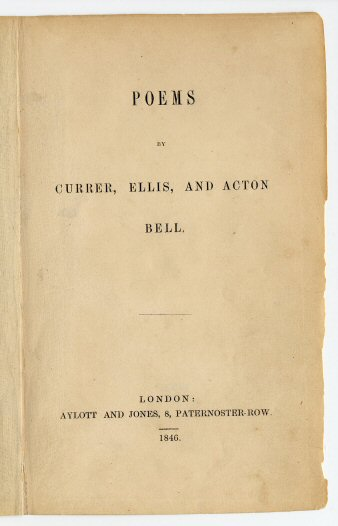
Cubierta de la primera edición de Poemas por Currer, Ellis, y Acton Bell, por las hermanas Bronte, 1846

Poems by Currer, Ellis and Acton Bell es un poemario publicado conjuntamente por las hermanas Brontë, Charlotte, Emily y Anne en 1846. Se trata de la primera obra de las hermanas en ser publicada. Incluye 21 poemas de Emily, 21 de Anne y 19 de Charlotte.
Para eludir el prejuicio de la época contra las escritoras, las hermanas adoptaron seudónimos masculinos. Todas conservaron la primera letra de sus nombres y apellido: Charlotte se convirtió en Currer Bell, Anne en Acton Bell y Emily en Ellis Bell.
El libro fue impreso por Aylott and Jones en Londres. La primera edición no suscitó ningún interés entre el público y solo vendió dos ejemplares. Aun así, las hermanas decidieron continuar escribiendo y empezaron a trabajar en sus primeras novelas, que serían éxitos comerciales. Tras el éxito de Jane Eyre, escrita por Charlotte en 1848, y después de las muertes de Emily y Anne, la segunda edición de este libro (impreso en 1850 por Smith and Elder) se vendió mucho mejor. Charlotte añadió poemas inéditos de sus hermanas. Se cree que existen menos de diez copias de la primera original de 1846.